# Maurice Vincent Wilkes
Sir Maurice Vincent Wilkes (Dudley, 26. lipnja 1913. – Cambridge, 29. studenog 2010.) je bio britanski znanstvenik koji koji je dizajnirao i pomogao u izgradnji elektronskog automatskog kalkulatora s odgođenim smještajem (EDSAC), jednog od najranijih računala s pohranjenim programima i izumio mikroprogramiranje, metodu za korištenje logike pohranjenog programa za upravljanje kontrolnim jedinicama centralne procesne jedinice. U vrijeme svoje smrti, Wilkes je bio profesor na Sveučilištu u Cambridgeu. 
.

## Životopis
Wilkes je rođen u Dudleyu. Odrastao je u Stourbridgeu gdje je njegov otac radio na imanju Earla od Dudleya. Školovao se na koledžu kralja Edvarda VI, u Stourbridgeu, a tijekom školske godine nastavnik iz kemije ga je upućivao u radio amaterizam.

## Vanjske poveznice
- Kratki životopis Maurice Wilkesa (engl.)
- Popis Wilkesovih objavljenih djela (engl.)